# NGC 1070
NGC 1070 is een spiraalvormig sterrenstelsel in het sterrenbeeld Walvis. Het hemelobject werd op 13 december 1784 ontdekt door de Duits-Britse astronoom William Herschel.

## Synoniemen
- PGC 10309
- UGC 2200
- MCG 1-7-26
- ZWG 414.45
- IRAS 02407+0445